# Afgørelse
I Danmark findes flere typer afgørelser, der ikke må forveksles. De to vigtigste typer afgørelser er forvaltningsafgørelser og ankenævnsafgørelser. En domstol træffer en domstolsafgørelse. I et mellemværende om afbrydelse af forældelse kan der blive truffet realitetsafgørelse i et mellemværende om afbrydelse af forældelse.

## Forvaltningsafgørelser
Forvaltningsafgørelse (også kaldet forvaltningsakt) er en offentlig forvaltningsmyndigheds ensidige fastlæggelse af, hvad der er (eller skal være) gældende ret i en konkret situation. Forvaltningsafgørelsen træffes på et offentligretligt grundlag.
Der knytter sig yderligere karakteristika til en forvaltningsafgørelse:
Forvaltningsafgørelsen er eksternt rettet og har en fysisk (eller juridisk) person som sin adressat (modtager); i modsætning til et cirkulære, som er internt rettet mod forvaltningsmyndigheden (eller dens medarbejdere) selv.
En forvaltningsafgørelse er retligt bindende for en (eller flere) adressat(er). En adressat er selvsagt part i sin sag. Derfor har adressaten ret til partshøring (forvaltningsloven § 19) og partsaktindsigt (forvaltningsloven § 9, stk. 1), foruden ret til partsrepræsentation (forvaltningsloven § 8, stk. 1).
Forvaltningsafgørelsen er i modsætning til indstillinger, notater og høringssvar endelig. En forvaltningsafgørelse er omfattet af forvaltningslovens §§ 1-2.
Det følger af forvaltningsloven § 1, stk. 1, at forvaltningsloven gælder for alle dele af den offentlige forvaltning.
Det følger af forvaltningsloven § 2, stk. 1, at forvaltningsloven gælder for behandlingen af sager, hvori der er eller vil blive truffet afgørelse af en forvaltningsmyndighed.
Forvaltningsafgørelsens adressat har ret til at få forvaltningsafgørelsen skriftligt begrundet, med mindre adressaten får fuldt ud medhold, jf. forvaltningsloven § 22.

### En afgørelse er bindende
En gyldig forvaltningsretlig afgørelse er bindende.
En ulovlig forvaltningsafgørelse kan være gyldig; kun hvis ulovligheden er væsentlig, vil den væsentlige ulovlighed medføre, at forvaltningsafgørelsen bliver ugyldig.

### Kategorier af forvaltningsafgørelser
Et eksempel på en forvaltningsafgørelse kan være tildeling af sociale ydelser eller ikke tildele sociale ydelser til en borger.
Til de klassiske typer forvaltningsafgørelser hører: tilladelse eller tilladelse med vilkår foruden afslag og påbud samt forbud. Bevilling er også en afgørelse.
Ofte opdeles forvaltningsafgørelser i begunstigende afgørelser (for adressaten) og bebyrdende afgørelser (for adressaten).
Om skriftlig forvaltningsafgørelse
En skriftlig afgørelse bør forsynes med begrundelse efter forvaltningsloven § 23 og henvisning til den lovbestemmelse (paragraf, stykke, evt. litra eller nummer), der udgør afgørelsens hjemmel efter forvaltningslovens § 24 samt klagevejledning, så adressaten evt. kan få prøvet afgørelsen ved Ankestyrelsen, efter forvaltningslovens § 25.

### Mulighed for at klage over en forvaltningsafgørelse
Statslig myndighed har truffet forvaltningsafgørelsen
En forvaltningsafgørelse, som er truffet af en styrelse, kan påklages til den relevante fagminister (departementet) som følge af over-underforholdet mellem styrelsen (også kaldet direktoratet) og departementet. Klage af en forvaltningsafgørelse til højere myndighed kaldes administrativ rekurs.
En mulighed er at klage til Folketingets Ombudsmand. Endelig følger det af Grundloven § 63, at en forvaltningsafgørelse kan indbringes for domstolene.
Kommunal myndighed har truffet forvaltningsafgørelsen
Det er ikke alle forvaltningsafgørelser truffet af en kommunal myndighed, der kan påklages; dette skyldes det grundlovssikrede kommunale selvstyre i Grundloven § 82. En afgørelse efter serviceloven kan adressaten dog påklage til Ankestyrelsen, hvis afgørelsens adressat ikke er enig i afgørelsen. På statens vegne fører Ankestyrelsen også tilsyn med kommunerne.
Hvis der forefindes en eller flere væsentlige retlige mangler ved sagsbehandlingen og disse mangler har medført et for borgeren ugunstigt resultat, er forvaltningsafgørelsen ugyldig.
Også kommunale forvaltningsafgørelser kan indbringes for domstolene i medfør af Grundlovens § 63.

### Forskellige typer afgørelsesbegreber
Foruden de klassiske typer forvaltningsafgørelser findes det udvidede afgørelsesbegreb. Det udvidede afgørelsesbegreb anvendes fx i FOU nr. 2016.3.
Det udvidede afgørelsesbegreb kan omfatte bl.a. beslutning om en døgninstitutions åbningstider, eller fastlæggelse af et plejehjems besøgstid, FOB 2010 20-7.

### Hovedregel: klage har ikke opsættende virkning
Med mindre en lovbestemmelse fastslår noget andet, har det at indbringe en forvaltningsafgørelse for en klageinstans (kaldet administrativ rekurs) ikke opsættende virkning; så afgørelsen er stadigt bindende for sagens parter, selv om en part vælger at klage over afgørelsen.

### Tilbagekalde forvaltningsafgørelse
Den myndighed, som har truffet forvaltningsafgørelsen, har mulighed for at tilbagekalde sin egen afgørelse. Tilbagekaldelse kan være relevant, hvis der fremkommer nye fakstiske oplysninger.

### Ikke forvaltningsafgørelser
Ikke alt hvad offentlige myndigheder foretager sig, er omfattet af begrebet forvaltningsafgørelse. Eksempelvis er faktisk forvaltningsvirksomhed og vejledning samt rådgivning ikke omfattet af begrebet forvaltningsafgørelse.
Til faktisk forvaltningsvirksomhed hører bl.a. at behandle patienter foruden at undervise elever eller undervise studerende samt børnepasning og ældrepleje mv.

## Et nævn og en styrelse træffer også afgørelser
Et styrelse træffer afgørelse i en klagesag over en forvaltningsafgørelse; det gælder især Ankestyrelsen. Endvidere findes fx Ankenævnet for Forsikring. Se også ligebehandlingsnævnets afgørelse. Landbrugsstyrelsens afgørelse er bindende.

## Realitetsafgørelse
Ved realitetsafgørelse eller forlig mellem kreditor og debitor kan forældelse afbrydes; forudsætningen for, at forældelse kan afbrydes, er, at kreditor har taget retlige skridt inden forældelsesfristens udløb.

## Domstolsprøvelse
En myndighedsafgørelse kan blive prøvet ved domstolene, jf. Grundloven § 63.

## Domstolsafgørelse
En domstolsafgørelse indledes med de velkendte ord: "Thi kendes for ret ...". Domstolsafgørelse er en fællesbetegnelse for såvel dom som frifindelse. Udvalgte domstolsafgørelser fra Danmarks Domstole kan findes i Domsdatabasen. Domstolsafgørelse betegnes også retsafgørelse.
Som hovedregel er det muligt at appellere (anke) byrettens afgørelse til Landsretten. Det følger af to-instansprincippet. Men at appellere Landsrettens afgørelse til Højesteret kræver Procesbevillingsnævnets tilladelse; hvis Procesbevillingsnævnet giver tilladelse, så betegner Procesbevillingsnævnet tilladelsen som en afgørelse.
Selvom de to begreber, domstolsafgørelse og forvaltningsafgørelse, ikke bør forveksles, så findes der domstolsafgørelser om forvaltningsafgørelsers korrekthed. Domstoles hjemmel til at prøve forvaltningsafgørelser findes i Grundloven § 63.